# Mano'An
Mano'An is een bestuurslaag in het regentschap Bangkalan van de provincie Oost-Java, Indonesië. Mano'An telt 5059 inwoners (volkstelling 2010).